# Іржі Секвенс
Іржі Секвенс (чеськ. Jiří Sequens; 23 квітня 1922, Брно, — 21 січня 2008, Прага) — чеський режисер, сценарист, драматург. Народний артист ЧССР (1979).

## Біографія
Після гімназії, у 1946 році закінчив акторське відділення консерваторії у Брно. Ще студентом виступав на сцені провінційного театру і працював у радіо Брно.
Потім навчався у Московській кіношколі ВДІКу. 1948 року працював асистентом Сергія Герасимова у фільмі «Молода гвардія». Пізніше як стипендіат ЮНЕСКО продовжив навчання у престижній кіношколі Institut des hautes études cinématographiques (IDHEC) у Парижі.
Після повернення на батьківщину працював директором театру Бур'ян.
1949 року став художнім керівником новоствореного державного Театру кіноактора.
Того ж року розпочав свою кар'єру в кіно на кіностудії «Баррандов». 1951 року зняв свій перший повнометражний пропагандистський фільм «Дорога до щастя» («Cesta ke štěсті») про створення сільськогосподарських кооперативів у Чехословаччині. Завдяки цьому фільму за ним закріпилася думка, як про одного з найсуперечливіших режисерів країни, що має безперечний талант.
1964 року зняв військову драму «Замах» («Atentát»), завдяки успіху двічі побував на фестивалях у Греції.
У 1968—1970 роках випустив на телеекрани 13-серійний фільм «Грішні люди міста Праги» («Hříšní люди mesta pražského»).
Найбільшої популярності досяг, завдяки знятому в 1974—1979 роках детективному багатосерійному телевізійному художньому фільму «Тридцять випадків майора Земана», який розповідає про офіцера Корпусу національної безпеки Яна Земана та його непримиренну та повну небезпек боротьбі проти ворогів соціалістичної чехословацької держави.
Плідно співпрацював із письменником та сценаристом Іржі Мареком. Його улюбленими акторами були Владімір Брабець, Йозеф Вінкларж, Радослав Брзобогати та Квіта Фіалова.
Після 1989 року пішов із кіно. Спробою зняти останній фільм у 1998 році став невдалий серіал «Грішні люди міста Брно». Після чого відмовився від зйомок пародійної комедії «Майор Земан повертається!».
Помер після тяжкої хвороби у 2008 році.